# Петров Юрій Миколайович
Юрій Миколайович Петров  — український льотчик 1 класу, генерал-майор, перший начальник штабу — перший заступник командувача Військово-повітряними силами України у 1992—1995 роках.

## Біографія
Народився у місті Рівне 21 липня 1945 року.
1967 року закінчив Харківське ВВАУЛ, у 1978 році — Військово-повітряну академію ім. Ю. О. Гагаріна, у 1989 році — Військову академію Генерального штабу Збройних сил СРСР.
Службу проходив на посадах:
- 1967—1969 рр. — льотчик
- 1969—1972 рр. — старший льотчик
- 1972—1974 рр. — командир авіаційної ланки
- 1974—1975 рр. — заступник командира авіаційної ескадрильї
- 1975—1978 рр. — слухач ВПА
- 1978—1981 рр. — начальник штабу — перший заступник командира окремого авіаційного полку
- 1981—1986 рр. — старший офіцер оперативного відділу — заступник начальника оперативного відділу Повітряної армії
- 1986—1987 рр. — начальник оперативного відділу — заступник начальника штабу ПА
- 1987—1989 рр. — слухач Академії Генштабу
- 1989—1992 рр. — начальник штабу — перший заступник командувача 24 ПА ВГК (ОП) Вінниця.

8 жовтня 1993 року був направлений в Грузію як керівник військової групи рекогностування в кількості 9 осіб для оцінки ситуації підготовки плану рятувальної операції в Грузії.
Після звільнення у 1995 році з лав Збройних сил України Юрій Миколайович до 2004 року працював у штабі ВПС, потім до 2016 року у науковому відділі штабу Повітряних сил Збройних сил України.